# Angger Dimas
Angger Dimas es un DJ y productor de música electrónica oriundo de Yakarta, Indonesia. Incursiona en géneros como el electro house con influencias del dutch house.

## Biografía
Dimas comenzó a aprender a tocar la guitarra a la temprana edad de 7 años, influenciado por su padre. y empezó a aparecer en la escena dance de Yakarta en 2009.
A principios de ese año, firma con el sello discográfico australiano Vicious Recordings, siendo su primer lanzamiento para este sello, el sencillo “Duck Army”. También colaboró con la banda australiana Vandalism en la coproducción “She Got It”. Varias de sus producciones, incluidas las mencionadas, fueron respaldadas por DJs de renombre como es el caso de David Guetta, Chuckie, Armand Van Helden, Axwell, Sebastian Ingrosso y Laidback Luke.
Dimas continuó lanzando remixes incluyendo el realizado para Richard Vission & Static Revenger, “I Like That”, que alcanzó el primer puesto del ARIA Dance Chart e ingresó en el Top 20 del Cool Cuts Club Chart en el Reino Unido. Además fue requerido por Kaskade para remezclar dos de sus sencillos “All You” y “Fire In Your New Shoes”.
Angger hizo de artista soporte del DJ holandés Tiësto en Bangkok en el año 2010 y después de esta reunión, le propuso integrarse en un nuevo proyecto junto a Showtek, denominado Boys Will Be Boys. En 2011 lanzaron el EP con 3 pistas llamado "We Rock", el cual fue incluido en la compilación de Tiësto, Club Life: Volume One (Las Vegas).
En 2011, colaboró con el dúo belga Dimitri Vegas & Like Mike junto a Yves V, en el lanzamiento de "Madagascar", compuesto especialmente por el festival Tommorowland, y es solicitado una vez más para realizar una producción para promocionar dicho evento en 2012. Esta vez junto a Steve Aoki lanzaron "Phat Bram" coincidiendo con el anuncio del Line-up.
Además colaboró en el álbum Wonderland de Steve Aoki lanzado en 2012, en las pistas tituladas “Steve Jobs” y “Beat Down”. En ese mismo año, lanza una coproducción junto a uno de sus máximas influencias en la música, Laidback Luke,  llamada “Night Like This”, Una coproducción junto a Steve Aoki y el dúo belga Dimitri Vegas & Like Mike llamada “Phat Brahms” fue lanzada en octubre de 2012 e incluye el sampleo de la Danza húngara n.º 5 de Johannes Brahms.
En 2015 lanza el sencillo titulado "Zombie" con vocales de la cantante Luciana, también en Mixmash Records.

## Discografía

### Sencillos y EP
- 2018: "Pop That" - Afrojack Feat. Oliver Twizt, Angger Dimas & MC Ambush (Wall Recordings)
- 2013: "Don't Look Back In Angger EP" (DimMak)
- 2013: "XXX" - Oliver Twizt & Angger Dimas (DimMak)
- 2013: "Booster" - Angger Dimas Feat. MC Ambush (DimMak)
- 2012: "Singularity" - Steve Aoki & Angger Dimas Feat. My Name Is Kay (DimMak)
- 2012: "Resurrection" - Angger Dimas (Vicious Recordings)
- 2012: "Phat Brahms" – Steve Aoki & Angger Dimas vs. Dimitri Vegas & Like Mike (DimMak)
- 2012: "Coffee Shots" – Angger Dimas & Piyulogi Feat. ANI & RamaRival
- 2012: "Release Me" – Angger Dimas feat Polina (Vicious Recordings)
- 2012: "Night Like This" – Laidback Luke & Angger Dimas feat. Polina (Mixmash Records)
- 2012: "RIA" – Bassjackers & Angger Dimas (Doorn)
- 2012: "Beat Down" – Steve Aoki & Angger Dimas feat. Iggy Azalea (DimMak/Ultra)
- 2012: "Steve Jobs" – Steve Aoki feat Angger Dimas (DimMak/Ultra)
- 2012: "Hey Freak!" – Angger Dimas (Mixmash Records)
- 2012: "Work My Love" – Angger Dimas (Mixmash Records)
- 2011: "Chiquila" – Angger Dimas Vs Christian Luke (Vicious Recordings)
- 2011: "Kitchen EP" (Mixmash Records)
- 2011: "We Rock EP" – Tiësto, Showtek & Angger Dimas present Boys Will Be Boys (Musical Freedom)
- 2011: Dimitri Vegas - Like Mike, Yves V & Angger Dimas – "Madagascar" (Mostiko)
- 2011: Static Revenger & Angger Dimas – "Long Time (Takin' My Time)" (White House Music)
- 2011: Angger Dimas vs Tommy Trash – "Big Fucking House" (Vicious Recordings)
- 2010: Neon Stereo & Angger Dimas – "Zorg" (Vicious Recordings)
- 2010: "Are You Ready" (Vicious Recordings)
- 2010: "Plastik" (Vicious Recordings)
- 2010: Angger Dimas And Digital Lab – "Love Is What We've Got" (Vicious Recordings)
- 2009: Fight Club
- 2009: Vandalism & Angger Dimas – "She Got It" (Rise)
- 2009: Duck Army (Vicious Recordings)

### Remixes
2013:
- NERVO – "Hold On" (Angger Dimas Remix)
- South Central – "Star Wars" (Angger Dimas Remix)
- Vandalism feat. Nick Clow – "Anywhere Else Tonight" (Angger Dimas Remix) – [Vicious]
- Richard Vission feat. Jackie Boyz – "I'll Follow" (Angger Dimas Remix) – [Vicious]

2012:
- Yolanda Be Cool – "Before Midnight" (Angger Dimas Remix)
- Richard Dinsdale – "Make It" (Angger Dimas OMG Remix)
- Joachim Garraud & Alesia – "Atrium" (Angger Dimas Remix)
- Tiësto & Steve Aoki – "Tornado" (Angger Dimas Remix)
- Static Revenger feat Dev – "Turn The World On" (Angger Dimas Remix) – [Onelove]
- Vandalism & iKid – "Coming Alive" (Angger Dimas Punchline Remix) – [Vicious]
- Felix Cartal Feat. Miss Palmer – "Black to White" (Angger Dimas Remix) – [DimMak]
- Afrojack & R3hab – "Prutataaa" (Angger Dimas Remix) – [Wall Recordings]
- Steve Aoki Feat. Wynter Gordon – "Ladi Dadi" (Angger Dimas Remix) – [Ultra]
- Bingo Players – "Cry (Just A Little)" (Angger Dimas Refunk)
- Starfuckers – "Make It Drop" (Angger Dimas Remix) – [House Of Fun]
- Jay’elle’Dee – "Queen of Hearts" (Angger Dimas Remix) – [Mercury Records]

2011:
- Sandro Silva Ft. Bizzey – "Get Lower" (Angger Dimas Jungle Swag Remix) – [Atlantic]
- Rob Roy – "Rollercoaster Baby" (Angger Dimas Remix) – [Dim Mak]
- Avicii – "Levels" (Angger Dimas Bootleg)
- Havana Brown – "We Run the Night" (Angger Dimas Remix) – [Universal]
- So Shifty – "Lift Up Dat" (Angger Dimas Remix) – [Moveltraxx]
- Dimitri Vegas & Like Mike – "Dope Demand" (Angger Dimas Remix) – [CNR Music]
- Viro & Rob Analyse feat. Hard Target – "Walking Away" (Angger Dimas Remix) – [Noiseporn]
- The Immigrant – "Summer Of Love (She Said)" (Angger Dimas Remix) – [Onelove]
- Tiësto feat. Nina Diaz – "In Your Mind" (Angger Dimas Remix)
- Amy Meredith – "Young At Heart" (Angger Dimas Remix) – [Sony Australia]
- Chuckie Vs. Sgt Slick – "The Bass Kicks Like This" (Angger Dimas vs Chuckie Mix)
- IKIA – "Need You Baby" (Angger Dimas Remix)
- Kaskade – "All You" (Angger Dimas Remix) – [Ultra USA]

2010:
- Crystal Fighters – "Swallow" (Angger Dimas Remix) – [Zirkulo Spain]
- Vandalism & Static Revenger – "Vegas" (Angger Dimas Remix) [Vicious]
- Sgt Slick & Chardy – "Back On Black" (Angger Dimas Remix) – [Vicious]
- The Potbelleez – "Hello" (Angger Dimas Remix)
- Sgt Slick – "Like This" (Angger Dimas Remix) - [Vicious]
- Kaskade feat. Martina of Dragonette – "Fire In Your New Shoes" (Angger Dimas Remix) – [Ultra USA]
- mrTimothy Feat Sharon Pass – "Work It Out" (Angger Dimas Remix) – [Vicious]
- Mac Zimms – "Your Horny Horns" (Angger Dimas Remix)
- Neon Stereo & MC Flipside – "This Noiz" (Angger Dimas Remix)
- butterBOX – "I Am Your DJ" (Angger Dimas Remix) - [Vicious]
- Carl Kennedy & Tommy Trash Feat. Rosie Henshaw – "Blackwater" (Angger Dimas Remixes) – [Subliminal]
- Tom Piper & Destroy Disco – "Bender" (Angger Dimas Remix) – [Bam Bam Muzik]
- Alex Armes – "No Reasons" (Angger Dimas Remix)
- StoneBridge feat. Tamara from Flash Republic – "Trip'en" (Angger Dimas Monster Remix) – [Armada]
- Avicii & Sebastien Drums – "My Feelings for You" (Angger Dimas Bambu Remix) - [Vicious]
- Silver Service – "Rockstar" (Angger Dimas Remix) – [Bam Bam Muzik]
- Static Revenger feat. Luciana – "Skin I’m In" (Angger Dimas Remix) – [Vicious]
- Brew Ramson – "Disco & Stilettos" (Angger Dimas Remix) - [Clubland Records]
- Tommie Sunshine feat. Oh Snap!! – "5AM (A Girl Like You)" (Angger Dimas Remix) - [Ultra USA]
- Sandro Silva – "Paranoia" (Angger Dimas Love You Remix)
- Vandalism – "Throw Your Hands Up" (Angger Dimas Remix) - [Vicious]
- Sgt Slick – "Right In The Night" (Angger Dimas Remix)
- Oliver Twizt – "Gangstadam" (Angger Dimas Remix)

2009:
- Richard Vission & Static Revenger Starring Luciana – "I Like That" (Angger Dimas Remix)
- Sir James – "Special" (Angger Dimas Remix) – [Defected]
- Ian Carey – "Shot Caller" (Angger Dimas Remix) – [Spinnin']
- Avicii & Sebastien Drums – "Even" (Angger Dimas Remix) – [Vicious]
- Mr. Timothy feat. Inaya Day – "Got 2 Get Up" (Angger Dimas Remix) – [Vicious]
- Freemasons feat. Sophie Ellis-Bextor – "Heartbreak (Make Me A Dancer)" (Angger Dimas Remix) – [Loaded]
- Mind Electric – "Rock Da House" (Angger Dimas Rave Mix) – [Vicious]
- Javi Mula – "Come On" (Angger Dimas Remix) – [Vicious]
- The Cut & Mind Electric – "Sweat" (Angger Dimas Lost In The Jungle Remix) – [Vicious]